# Laurie Wisefield
Laurie Wisefield (Londra, 27 agosto 1952) è un chitarrista britannico noto per essere stato membro degli Wishbone Ash,  e per aver suonato in numerosi album di Tina Turner e Joe Cocker.

## Biografia
Prima di entrare negli Wishbone Ash, Wisefield si è esibito con il gruppo rock progressivo Home. Il gruppo pubblicò tre album attraverso la Columbia Records prima di sciogliersi 1974. Un altro membro della band, Cliff Williams, è diventato famoso con gli AC/DC.
Wisefield si unì agli Wishbone Ash prima del loro album del 1974 There's the Rub, lasciando infine nel 1985 dopo l'uscita di Raw to the Bone.
Dopo aver lasciato gli Wishbone Ash, Wisefield ha collaborato con artisti quali Tina Turner e Joe Cocker.
Nel 2002, Wisefield si è unito al cast musicale del musical We Will Rock You. Oltre ad esibirsi dal vivo con il musical, Wisefield è apparso nella registrazione del cast del 2002 e ha accompagnato l'esibizione al Party at the Palace del 2002 per celebrare il Giubileo d'oro di Elisabetta II.
È anche stato membro del supergruppo Snakecharmer.

## Discografia

### Solista
- 1991 - Night of the Guitar
- 1993 - Night of the Guitar II

### Con gli Wishbone Ash
- 1974 - There's the Rub
- 1976 - Locked In
- 1976 - New England
- 1977 - Front Page News
- 1978 - No Smoke Without Fire
- 1980 - Just Testing
- 1981 - Number the Brave
- 1982 - Twin Barrels Burning
- 1985 - Raw to the Bone

### Con Tina Turner
- 1993 – What's Love Got to Do with It
- 1996 – Wildest Dreams
- 1999 – Twenty Four Seven

### Con Joe Cocker
- 2010 - Hard Knocks
- 2012 - Fire It Up

### Con gli Snakecharmer
- 2013 – Snakecharmer
- 2017 – Second Skin